# Leskovik
Leskovik là một đô thị trong quận Kolonjë thuộc hạt Korçë, Albania. Dân số năm 2005 là 1995 người.